# 郭銓
郭 銓（かく せん、生年不詳 - 405年）は、東晋末期の軍人。字は仲衡。東晋・桓楚に仕えて、各地の戦いで活躍した。

## 生涯
東晋に仕え、竟陵郡太守に任じられていた。
太元6年（381年）11月、前秦の荊州刺史都貴・司馬閻振・中兵参軍呉仲が2万の兵を率いて竟陵へ侵攻した。車騎将軍桓沖は郭銓・南平郡太守桓石虔・衛軍参軍桓石民らに水陸2万の兵を率いさせて迎撃させた。
太元8年（383年）5月、鷹揚将軍に任じられていた郭銓は武当を攻めた。
7月、冠軍将軍桓石虔とともに前秦の兗州刺史張崇を武当で破り、2千戸を掠奪して帰還した。乞活の黄淮が并州刺史を自称、丁零族の部族長翟遼とともに長社を攻めた。その規模は数千にのぼった。荊州刺史桓石民は、南平郡太守に任じられていた郭銓・松滋郡太守王遐之を討伐に遣わした。郭銓らは黄淮らを破り、黄淮を討ち取り、翟遼は河北へ敗走した。
犍為郡太守卞苞が益州刺史に任じられていた郭銓に東晋への反乱を勧めたが、郭銓は同意しなかった。卞苞は益州で反乱を起こしたが、荊州刺史殷仲堪が鎮圧、卞苞は討ち取られた。
隆安3年（399年）12月、殷仲堪を討つべく、江州刺史桓玄は西へ向かった。桓玄は梁州刺史に任じられていた郭銓を前鋒として夏口へ向かわせた。桓玄は郭銓を朝廷から遣わされた前鋒であると偽称、やってきた諸軍を糾合させた。殷仲堪は従弟の殷遹に水軍7千を率いさせ西江口に至った。桓玄は郭銓・苻宏に迎撃を命じた。郭銓らは殷遹らを破り、敗走させた。雍州刺史楊佺期が郭銓を急襲、劣勢となるが、桓玄からの援軍により、楊佺期を大破した。
元興2年（403年）12月、丞相桓玄は桓楚を建国、前将軍に任じられた。
元興3年（404年）3月、冠軍将軍劉毅・輔国将軍何無忌・振武将軍劉道規らが桓玄打倒のため、西へ向かった。桓玄は郭銓・龍驤将軍何澹之・武衛将軍庾稚祖・江夏郡太守桓道恭・郭昶に湓口を守らせた。
劉雅らとともに尋陽を攻撃、勝利するが、劉毅は武威将軍劉懐粛を遣わし、郭銓らは敗れた。
4月、何無忌・劉道規らの攻撃により、湓口は陥落、郭銓らは敗走した。
5月、崢嶸洲で劉毅らと対峙した。郭銓らは数万の兵を擁し、劉毅らの兵は1万に満たなかった。劉毅らは尋陽へ退こうとしたが、劉道規は反対、先んじて進軍した。劉毅らも後に続き、風に乗って火を放った。郭銓らの軍は壊滅、輜重を焼いて夜に敗走した。郭銓は劉毅のもとに出頭、降伏した。
義熙元年（405年）、桓玄に属した罪により、誅殺された。

## 人物・逸話
- 郭銓が梁州刺史の頃、馬に角が生える現象が起きた。郭銓はこの馬を桓玄に送った[3]。
- 元嘉8年（431年）、郭銓の娘婿の劉凝之の前に、郭銓が現れた。郭銓は罪を免れるため、僧侶らを集めるように頼んだ。郭銓は娘の夢に現れ、自分は罰される罪がある。夫とともに斎場を設けてくれないかと頼んだ。娘は斎場をどこに建てるかと聞くと、郭銓は自分の屋敷であると答え、姿を消した。人々は郭銓・劉凝之の言葉を信じ、僧侶を集めて祈福した[4]。

## 家系

### 子女
- 郭氏 - 劉凝之の妻